# Polycidaridae
De Polycidaridae zijn een familie van uitgestorven zee-egels uit de orde Cidaroida.

## Geslachten
- Alpicidaris Lambert, 1910 †
- Anisocidaris Thiéry, 1928 †
- Nudicidaris Vadet, 1991 †
- Paracidaris Pomel, 1883 †
- Polycidaris Quenstedt, 1858 †
- Zbindenicidaris Vadet, 1991 †